# خوزمینو
خوزمینو (به لاتین: Khozmino) یک منطقهٔ مسکونی در روسیه است که در استان آرخانگلسک واقع شده‌است.